# Slesvigs forfatning (1854)
Slesvigs forfatning var en forfatning gældende for hertugdømmet Slesvigs (≈Sønderjylland) indre anliggender. Forfatningen trådte i kraft den 15. februar 1854 og blev et år senere afløst af Helstatsforfatningen.
Ideen om at inkludere Slesvig (Sønderjylland) i den danske grundlov kunne på grund af Londonprotokollen fra 1852 ikke realiseres . Londonprotokollen dikterede, at den konservative helstat skulle genetableres i den form, den havde haft inden den 1. Slesvigske Krig og bestemte, at Slesvig ikke måtte knyttes nærmere til Danmark end Holsten. Den satte dermed en stopper for en mulig nationalstatslig løsning.
Med den slesvigske forfatning af 15. februar 1854 efterkom regeringen de allieredes krav om helstatens genetablering, men bekræftede også Slesvigs forbindelse til Danmark. Forfatningen bekræftede Londonprotokollens bestemmelser om at den kvindelige arvefølge (som var fastlagt i Kongeloven og bekræftet i det åbne brev) skulle have gyldighed i både Danmark, Slesvig og Holsten, hvormed prins Christian af Lyksborg blev anerkendt som tronarving til både Danmark og hertugdømmerne (mod Christian August af Augustenborgs krav på hertugs- og kongekronen). Den slesvigske stænderforsamling i Flensborg fik lovgivende magt, og den privilegerede valgret blev udvidet, så den nu tilkom 7% af befolkningen mod hidtil kun 2% (den indskrænkende privilegerede valgret begunstigede faktisk den tysk-orienterede overklasse). Endvidere blev der bestemt, at dansk og tysk skulle blive ligeberettigede lov-og forhandlingssprog i stænderne (mod tidligere kun tysk forhandlingssprog). Det bestående kirke- og skolesprog, som var fastlagt i sprogreskripterne af 1851, blev bekræftet. Forfatningen forsvarede dermed den slesvigske dansk-tyske bilingualisme, uden dog at tage hensyn til det nordfrisiske sprog.
Forfatningen gav dog ingen demokratiske rettigheder (i modsætning til den rigsdanske grundlov) og bekræftede i stedet den konservativ-paternalistiske styreform i helstaten.
Den 11. juni 1854 blev der også udstedt en forfatning for Hertugdømmet Holstens indre anliggender.